# The Beatles' First !
Albums des Beatles
With the Beatles
(1963) A Hard Day's Night
(1964)
Albums britanniques
Sgt. Pepper's Lonely Hearts Club Band
(1967) The Beatles
(1968)
Albums français
Les Beatles dans leurs 14 plus grands succès
(1965) The Beatles Again
(1970)
Albums canadiens
The Beatles' Long Tall Sally
(1964)
Albums américains
Hey Jude
(1970) Rock 'n' Roll Music
(1976)
The Beatles' First !  (sous-titré Recorded in Hamburg 1961 - Featuring Tony Sheridan & Guests) est un album qui regroupe, entre autres, les huit titres produits par Bert Kaempfert à Hambourg en 1961 et 1962 du groupe rock britannique The Beatles. Ce groupe est alors inconnu et utilisé comme orchestre accompagnateur pour leur compatriote, le chanteur et guitariste Tony Sheridan, bien que deux chansons soient enregistrées par le groupe seul. En 1964, en pleine Beatlemania, ce 33 tours est publié en Allemagne de l'Ouest par Polydor et subséquemment réédité dans plusieurs pays. En 1984, cette compilation est mondialement commercialisée en CD sous le nom The Early Tapes of the Beatles.

## Historique

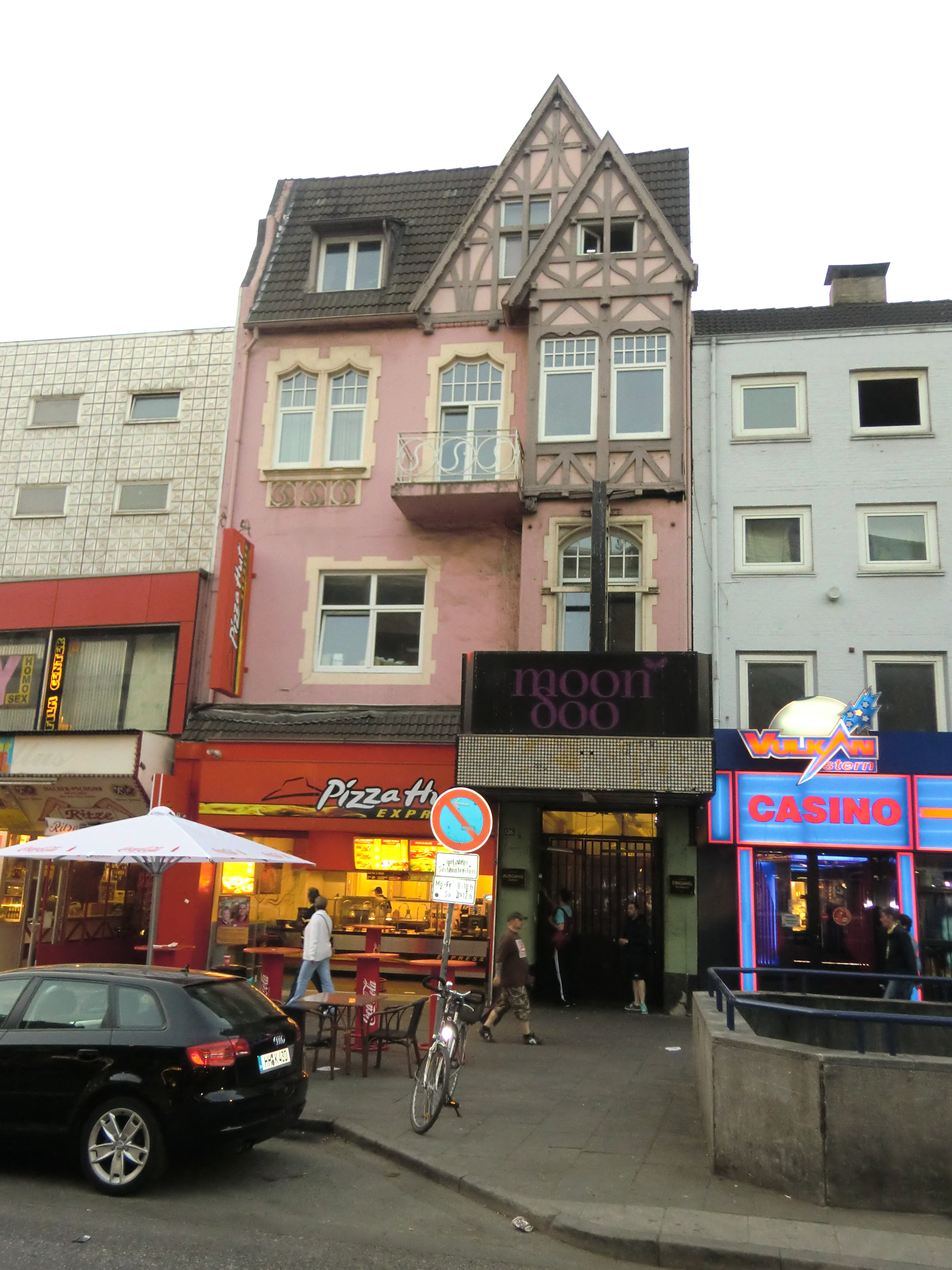
L'édifice qui abritait le Top Ten Club au Reeperbahn 136 à Hambourg.

Les Beatles ont fait leurs dents pendant leurs séjours dans la ville portuaire hanséatique. Une des figures marquante de cette étape de leur carrière est le guitariste et chanteur Tony Sheridan qui est déjà, à leurs yeux, une vedette du rock 'n roll. Ils l'ont vu jouer à l'émission musicale britannique Oh Boy! ou lorsqu'il a partagé la scène avec Eddie Cochran et Gene Vincent au Liverpool Empire Theatre en mars 1960. Depuis l'arrivée de Sheridan au Kaiserkeller (en), ce bar du quartier Sankt Pauli de Hambourg a vu le nombre de ses clients exploser. Lors de leurs séjours en Allemagne, les Beatles le côtoient et jouent plusieurs fois avec lui. Un soir, un collègue du chef d'orchestre et producteur allemand Bert Kaempfert les voit ensemble sur scène au Top Ten Club (en) et recommande à celui-ci de les enregistrer. Déjà à cette époque, Hambourg était le centre névralgique de l'industrie du disque en Allemagne de l'Ouest (certains affirment qu'elle en est, au début de ce XXIe siècle, la capitale européenne). Le 19 juin 1961, le producteur fait signer un contrat aux Beatles avec sa compagnie, Bert Kaempfert Produktions, rédigé en allemand. Bien que Kaempfert se donne tous les droits habituels dans ce genre d'arrangement, il prend soin de ne pas arnaquer le groupe de jeunes musiciens. Le groupe pourra tirer 5% du prix de gros sur 90% des ventes de leurs disques. Cette entente prendrait fin le 30 juin 1962.

## Enregistrement

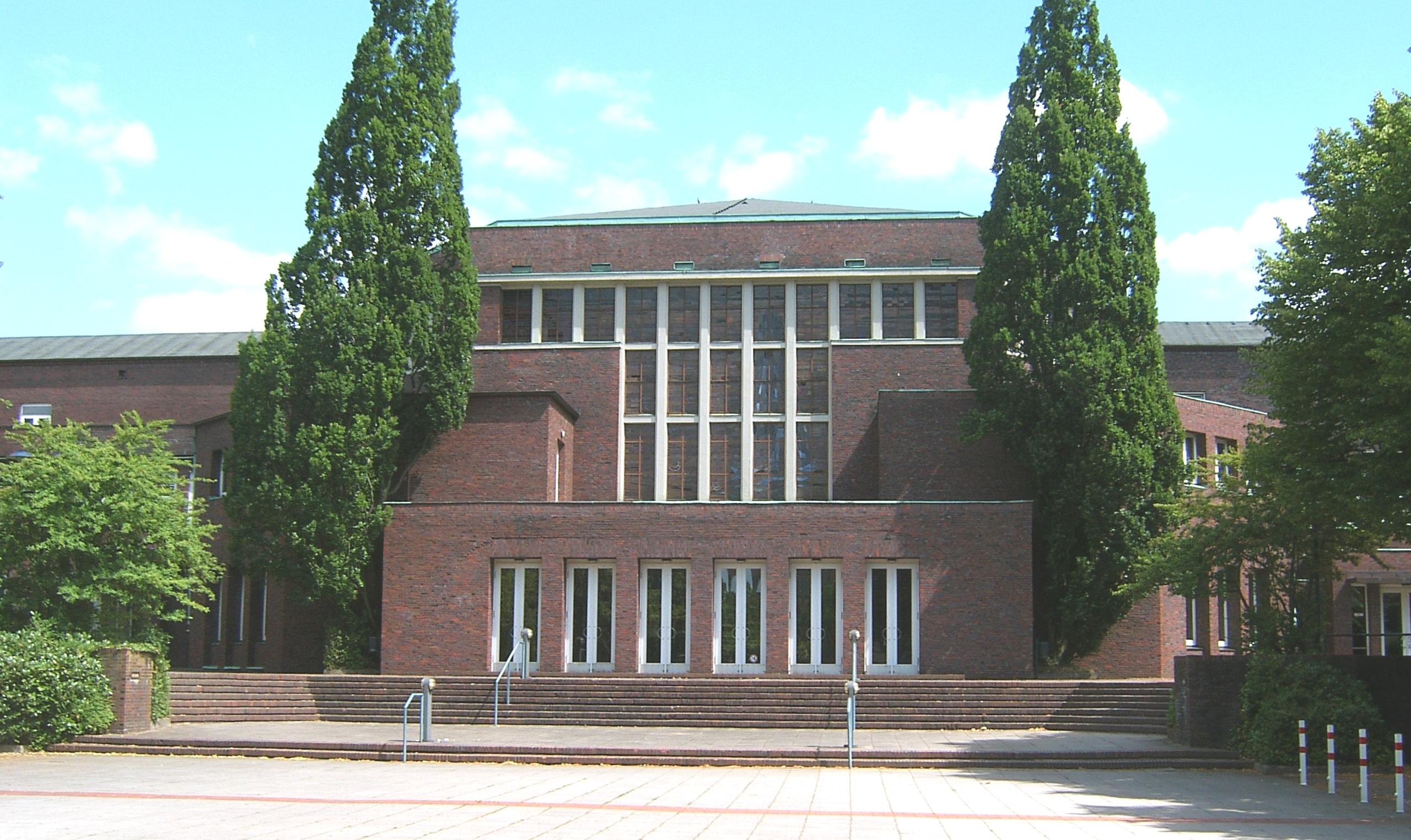
Le lycée Friedrich-Ebert-Halle à Hambourg-Harbourg

Le 22 juin 1961, après avoir quitté la scène du Top Ten à deux heures du matin, le groupe passe une nuit blanche, aidé par les comprimés de Preludin, en attendant qu'une voiture passe les prendre à 8 heures pour les amener à leur première séance d'enregistrement professionnelle, seul Pete Best a dormi quelques heures. Celle-ci est produite par Kaempfert pour le label allemand Polydor, une division de la Deutsche Grammophon. Effectuée dans un auditorium municipal situé dans la Friedrich-Ebert-Hall, un lycée dans l'arrondissement de Hambourg-Harbourg souvent utilisé comme studio, Paul McCartney est à la basse, John Lennon à la guitare rythmique, Pete Best à la batterie (qui ne comprend que la caisse claire, le charleston et une cymbale) et George Harrison et Sheridan se partagent la guitare solo. McCartney, Lennon et Harrison accompagnent Sheridan comme choristes. La séance, qui s'est possiblement achevée le lendemain, a vu l’enregistrement des chansons traditionnelles My Bonnie et The Saints (publiées en single la même année et sur l'album de Sheridan l'année suivante), Why, une chanson originale du chanteur, et les reprises Nobody's Child de Hank Snow et If You Love Me, Baby (Take Out Some Insurance on Me, Baby) de Jimmy Reed mais cette dernière avec des paroles différentes. Deux autres titres où Sheridan n’apparaît pas, l'instrumental Beatle Bop (renommé plus tard Cry for a Shadow), crédité Harrison - Lennon, et le standard Ain't She Sweet, chanté par Lennon, sont aussi mis en boîte. Les Beatles se partagent un cachet de 300 marks (environ £26 équivalent à 783 € en 2024).

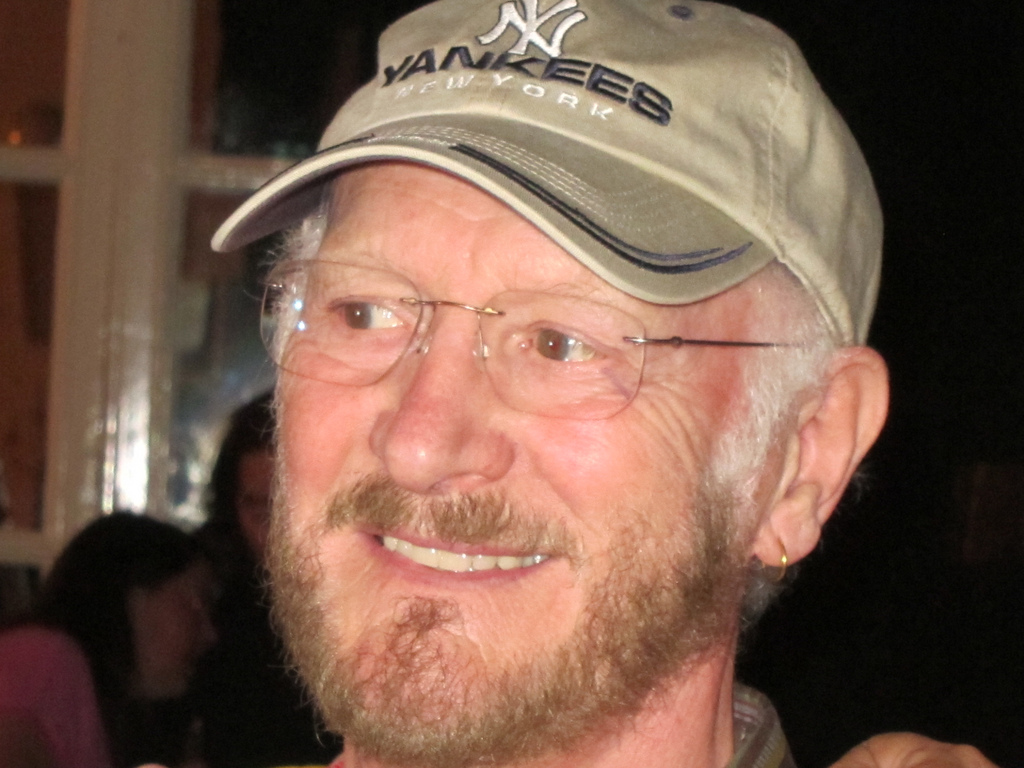
Le guitariste et chanteur anglais Tony Sheridan en 2011

Le 45 tours My Bonnie / The Saints est publié en Allemagne de l'Ouest le 23 octobre 1961 et crédité à Tony Sheridan and « The Beat Brothers ». On préfère ce pseudonyme car, en allemand, le nom Beatles a une connotation sexuelle,. Pendant quelques années, Sheridan réutilisera ce nom pour tous les groupes qui l'accompagneront sur disque. Il sortira son premier album en juin 1962 intitulé justement My Bonnie, mais seules les deux chansons de ce single, enregistrées avec les Beatles, seront incluses dans celui-ci et identifiées à leurs nom en petites lettres sur la pochette d'origine,. Les enregistrements de toutes les autres pistes, y compris Swanee River et Sweet Georgia Brown, sont effectués le 21 décembre 1961 avec d'autres musiciens britanniques, les anciens membres du groupe The Jets dont Sheridan faisait partie.
En avril 1962, Brian Epstein, le nouveau manager des Beatles, est à Hambourg et y rencontre Kaempfert afin de libérer son groupe du contrat qui les lient. Le producteur allemand avance l'idée de leur faire enregistrer un album complet lors d'une séance les 28 et 29 mars mais ce projet n'aboutit pas. À la place, le 24 mai 1962, quelques semaines avant la parution de l'album de Sheridan, une dernière séance d'enregistrement à Hambourg par les Beatles a eu lieu pour lui, cette fois au studio Rahlstedt, pour réenregistrer Swanee River et Sweet Georgia Brown (cette dernière avec un arrangement de McCartney) possiblement pour en faire un 45 tours. Cette séance met alors un terme au contrat liant Kaempfert et les Beatles, laissant le champ libre à Epstein. Le claviériste Roy Young a été invité à y participer. Tony Sheridan, n'étant pas présent ce jour-là, a enregistré le chant principal de cette autre version de Sweet Georgia Brown, le 7 juin suivant sans la présence du groupe, et celle-ci ne sera publiée plus tard dans l'année que sur un E.P. allemand intitulé Ya Ya. Dix-huit mois plus tard, le 3 janvier 1964, Sheridan réenregistre sa prestation en changeant les paroles d'un couplet pour y faire référence à la Beatlemania et cette nouvelle version est publiée en Allemagne de l'Ouest en avril, réédité en janvier 1965, et aux États-Unis le 1er juin 1964, cette dernière avec des ajouts de batterie et de guitare. C'est l'édition allemande avec les nouvelles paroles que l'on retrouve sur The Beatles' First !. L'enregistrement de Swanee River par les Beatles a été perdu.

## Parutions
Le single My Bonnie / The Saints est publié en Allemagne de l'Ouest par Polydor en 1961 (24 673) et ailleurs dans le monde l'année suivante mais en France, où les 45 tours à deux chansons ne sont pas monnaie courante, il est publié en février 1962 sous forme d'un super 45 tours intitulé Mister Twist (21 914), sur lequel on rajoute Why et Cry for a Shadow. Cette dernière est donc la première chanson écrite et enregistrée par les Beatles à être publiée, bien que ce disque ne soit crédité qu'au nom de Tony Sheridan. Ces quatre mêmes chansons seront rééditées, dans un ordre différent, sur un E.P.  allemand sans titre le 12 juillet 1963, crédité cette fois à « Tony Sheridan with The Beatles ».

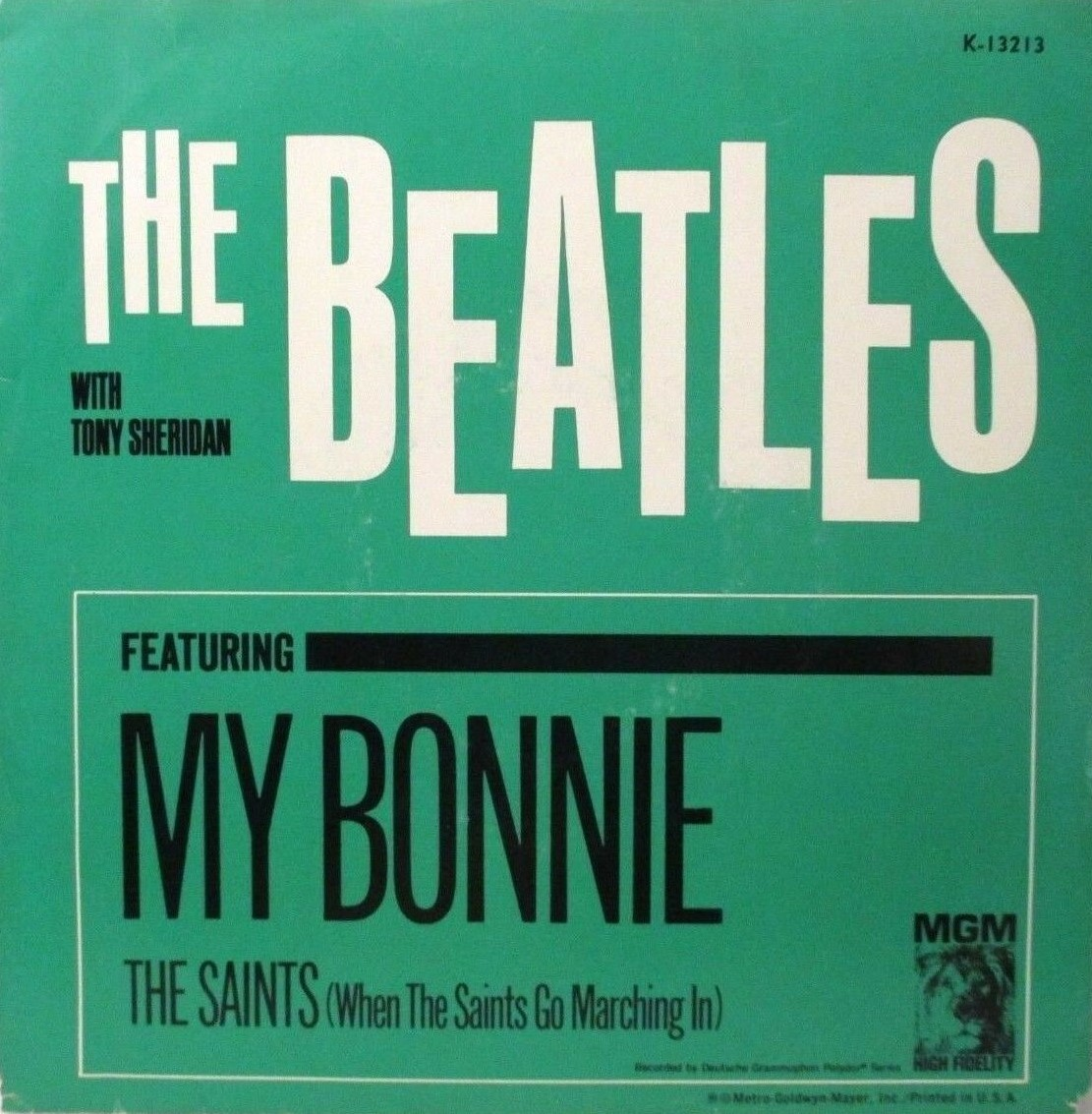
Pochette du 45 tours de My Bonnie publié aux États-Unis en 1964.

Les huit enregistrements hambourgeois avec les Beatles sont exhumés des archives durant la crête de la Beatlemania en 1964, publiés en 45 tours en Europe, en Amérique du Nord et ailleurs dans le monde. De plus, ils sont compilés en Allemagne de l'Ouest par Polydor en avril, possiblement le 8,, dans l'album The Beatles' First !, sans majuscules, en versions mono (LPHM 46 432) et stéréo (SLPHM 237 632),. Vu leur nombre insuffisant, on y rajoute quatre autres chansons créditées à Tony Sheridan and The Beat Brothers et enregistrées avec d'autres musiciens; Ruby Baby et What'd I Say (les deux faces d'un single de 1963), Ya Ya (la première partie de l'enregistrement live de 1961 publié sur le E.P. homonyme de 1962) et Let's Dance (face B d'un 45 tours sorti en 1962). Le chanteur est aussi l'auteur du texte qui est imprimé au verso de la pochette et qui sera de la plupart des éditions subséquentes.
Cet album a aussi été publié la même année dans plusieurs pays (dont l'Espagne, l'Argentine et même le Japon), mais il ne sera réédité en Angleterre, en stéréo seulement (236 201), que le 4 août 1967, illustré d'une nouvelle pochette avec un design du graphiste canadien Barry Zaid (en), qui omet le point d'exclamation dans le titre. Dans les années subséquentes, plusieurs autres pays ont publié cette collection avec ce même titre, comme en France le 1er septembre 1969 (Polydor/Triumph 240011) affichant un drapeau du Royaume-Uni mais sans y inclure le texte. Le Canada la publie, le 12 novembre 1969, avec le titre Very Together (242.008) avec, comme photo de couverture, prise par le photographe montréalais Jean-Patrick Amish, un candélabre à quatre branches avec la seconde bougie de gauche éteinte, faisant référence à la légende sur la mort de Paul McCartney. Le texte de Sheridan est aussi omis mais un extrait d'entrevue de George Harrison par Ritchie Yorke (en) de la publication canadienne Globe Magazine parue en septembre 1969 y est imprimé à l'endos. L'année suivante, 4 mai 1970, quelques jours avant la sortie de l'album Let It Be, ce 33 tours est édité aux États-Unis sous le nom The Beatles Featuring Tony Sheridan – In the Beginning (Circa 1960) (24-4504), illustrée d'une pile ficelée du journal Mersey Beat (en) sur une rue pavée en pierre avec, à la une, une photo du groupe avec le batteur Pete Best,,. La pochette ouvrante contient des photos et le texte de Sheridan et, à l'endos, l'extrait d'entrevue de George Harrison au Globe en gros caractères. Toutes les sorties des versions ultérieures des enregistrements des Beatles avec Tony Sheridan sont des reconditionnements des mêmes huit chansons. 

### Autres publications
Une édition insolite et aujourd'hui rarissime contenant uniquement les huit chansons enregistrées par les Beatles est publiée le 22 mai 1964 en France dans un 33 tours mono, format 25 cm, simplement intitulé Les Beatles (Polydor – 45 900). Chaque face reprend les mêmes titres que les deux E.P. publiés dans l'Hexagone (la face 1 avec Ain't She Sweet et la face 2, Mister Twist). Polydor n'ayant pas les droits d'utiliser l'image du groupe, la pochette montre des perruques et des vestons accrochés à un portemanteau.
Aux États-Unis, toujours en 1964, les huit chansons sont placées sur deux albums se partageant quatre titres chacun; The Beatles with Tony Sheridan and Their Guests (en) (MGM Records - E4215), comprenant les chansons du EP Mister Twist, et Ain't She Sweet (en) (Atco Records - 33-169) avec les quatre autres, ces dernières modifiées. Ces deux albums sont complétés de chansons d'autres artistes. Une édition non officielle y a aussi été publiée l'année suivante intitulée This is the [sic]…The Savage Young Beatles (Savage - BM 69), ne comprenant que huit titres : Cry for a Shadow, If You Love Me, Baby, Sweet Georgia Brown et Why complété des quatre titres de Tony Sheridan entendus dans The Beatles First !. Ce 33 tours est publié par le label Savage, le même qui sortira en 1966 le disque au titre mensonger Best of the Beatles (BM 71) du Pete Best Combo. Ce label du marché gris disparaitra après la sortie de ces deux albums.
Albums de The Beatles
20 Greatest Hits
(1982) Only The Beatles...
(1986)

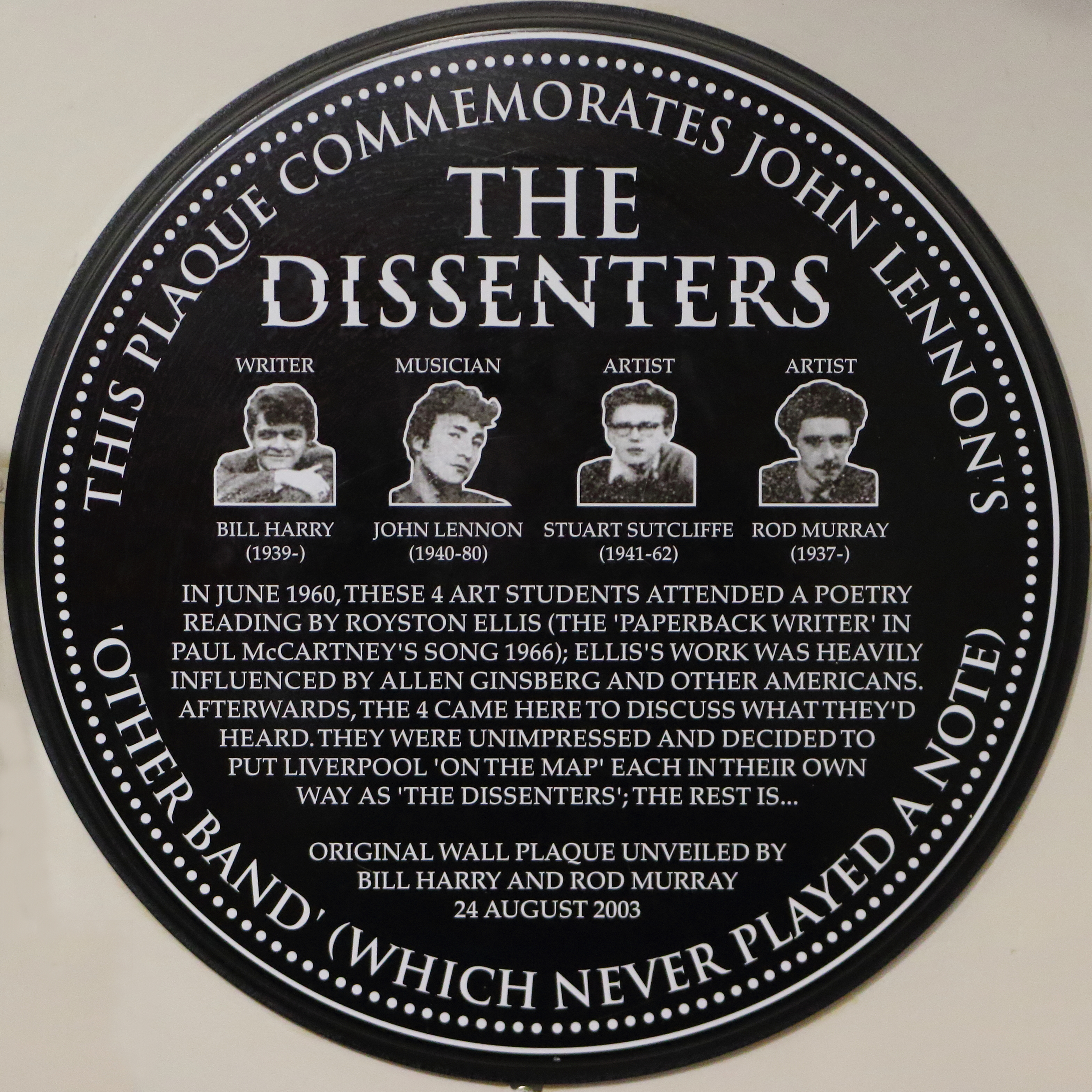
Plaque des Dissenters du pub ' à Liverpool.

Le 10 décembre 1984, Polydor réédite l'album sur CD sous le titre The Early Tapes of the Beatles illustré d'une photo prise par Astrid Kirchherr au Hugo Haase Fun Fair à Hambourg en 1960. L'ordre des pistes y est modifié, on y rajoute deux chansons de Sheridan, Ready Teddy et Kansas City, respectivement tirées des albums My Bonnie (1962) et Just a Little Bit of Tony Sheridan (1964), en plus d'y entendre la version complète de Ya Ya. De plus, la chanson My Bonnie est entendue avec son introduction chantée en anglais. L'auteur des nouvelles notes du livret est l'écrivain Bill Harry, vieil ami des Beatles, fondateur et éditeur du magazine musical Mersey Beat et membre du groupe éphémère The Dissenters, regroupant aussi le musicien John Lennon et les artistes Stuart Sutcliffe et Rod Murray, tous étudiants à l'époque,.
Les chansons My Bonnie (avec l'intro en anglais), Ain't She Sweet et Cry for a Shadow seront incluses dans l'album compilation Anthology 1 paru le 21 novembre 1995 tandis que les cinq autres n'ont jamais été officiellement publiées par les Beatles. 
Le 12 juin 2004, Universal Music réédite ces enregistrements dans une collection élargie sur deux CD, le premier en stéréo et le second en mono, ce dernier avec deux nouveaux titres de Sheridan tirés de son album My Bonnie[réf. nécessaire]. Cette nouvelle édition (06024 982132-3) utilise le titre originel et la même pochette, sous-titré Deluxe Edition sur l'étui amovible, et inclus un livret accompagnateur rédigé en allemand par Joachim Hentschel avec sa traduction en anglais, le tout recouvert de la jaquette en plastique. Les deux titres rajoutés sur l'édition CD de 1984 sont omis mais la version complète de Ya Ya est conservée. Trois versions de My Bonnie sont entendues; avec les introductions allemande et anglaise et sans celles-ci.
Une autre édition intitulée Beatles Bop – Hamburg Days(BCD 16583 BH) est une compilation sur deux CD des huit enregistrements tels qu'ils ont été publiés au fil du temps, autant en mono qu'en stéréo. Publiée en 2001 par Bear Family Records, elle comprend aussi la version de Swanee River par Sheridan et d'autres musiciens en guise de comparatif à la version disparue des Beatles,. Quatre chansons en versions dites « medley », incluses ici, ont été créées en 1968, éditées afin de donner une saveur dance à ces enregistrements. Seules les versions stéréo ont été publiées dans des albums compilation la même année et en 1970. Cette collection est disponible avec un beau-livre de 120 pages écrit par Hans Olof Gottfridsson (sv), un universitaire suédois spécialiste de cette époque des Beatles. Une version similaire, mais qui omet Swanee River, avec un livret de 32 pages du même auteur, a été publiée le 8 novembre 2011 par Time Life (en) intitulée The Beatles with Tony Sheridan – F1rst Recordings: 50th Anniversary Edition (26674-D).

## Fiche technique

### Liste des chansons
Sauf indications contraires, le chanteur principal est Tony Sheridan. L'astérisque dénote un titre qui n'est pas enregistré par les Beatles.

#### The Beatles' First!
Aussi publié sous le titre The Beatles' First, Very Together et In The Beginning (Circa 1960).
Face 1
1. Ain't She Sweet (Milton Ager/Jack Yellen (en)) - Chant: John Lennon – 2:10
2. Cry for a Shadow (George Harrison/John Lennon) - Instrumental – 2:22
3. * Let's Dance (Jim Lee) – 2:32
4. My Bonnie (traditionnelle) (sans l'intro) – 2:06
5. If You Love Me, Baby (Take Out Some Insurance on Me, Baby)[f 2] (Waldense Hall/Charles Singleton)[f 3] – 2:56
6. * What'd I Say (Ray Charles) – 2:37

Face 2
1. Sweet Georgia Brown (Ben Bernie, Kenneth Casey, Maceo Pinkard (en))[f 4] – 2:03
2. The Saints (When the Saints Go Marching In)[f 5] (traditionnelle. Arr. Sheridan)[f 6] – 3:19[f 7]
3. * Ruby Baby (Jerry Leiber and Mike Stoller) – 2:48
4. Why (Bill Compton/TonySheridan) – 2:55
5. Nobody's Child (Cy Coben, Mel Foree) – 3:52
6. * Ya Ya (Lee Dorsey/Bobby Robinson/Clarence Lewis) (version éditée) – 2:48